# Nicolás Silva
Nicolás Alexis Silva (Las Parejas, 24 gennaio 1990) è un calciatore argentino, attaccante del Cusco.

## Caratteristiche tecniche
È un'ala sinistra.

## Carriera
È cresciuto nelle giovanili dello Sp. Las Parejas.

## Statistiche

### Presenze e reti nei club
Statistiche aggiornate al 19 marzo 2018.
| Stagione           | Squadra            | Campionato         | Campionato | Campionato | Coppe nazionali | Coppe nazionali | Coppe nazionali | Coppe continentali | Coppe continentali | Coppe continentali | Altre coppe | Altre coppe | Altre coppe | Totale | Totale | Totale |
| Stagione           | Squadra            | Comp               | Pres       | Reti       | Comp            | Pres            | Reti            | Comp               | Pres               | Reti               | Comp        | Pres        | Reti        | Pres   | Reti   |        |
| ------------------ | ------------------ | ------------------ | ---------- | ---------- | --------------- | --------------- | --------------- | ------------------ | ------------------ | ------------------ | ----------- | ----------- | ----------- | ------ | ------ | ------ |
| 2012-2013          | Sp. Las Parejas    | TAB                | 21         | 4          | CA              | 0               | 0               |                    | -                  | -                  |             | -           | -           | 21     | 4      |        |
| 2013-2014          | Chaco For Ever     | TA                 | 31         | 7          | CA              | 2               | 2               |                    | -                  | -                  |             | -           | -           | 33     | 9      |        |
| 2014               | Boca Unidos        | BN                 | 3          | 0          |                 | -               | -               |                    | -                  | -                  |             | -           | -           | 3      | 0      |        |
| 2015               | Boca Unidos        | BN                 | 37         | 4          | CA              | 1               | 0               |                    | -                  | -                  |             | -           | -           | 38     | 1      |        |
| Totale Boca Unidos | Totale Boca Unidos | Totale Boca Unidos | 40         | 4          |                 | 1               | 0               |                    | -                  | -                  |             | -           | -           | 41     | 4      |        |
| 2016               | Colón (SF)         | PD                 | 14         | 1          | CA              | 1               | 0               |                    | -                  | -                  |             | -           | -           | 15     | 1      |        |
| 2016-2017          | Colón (SF)         | PD                 | 23         | 0          | CA              | 1               | 0               |                    | -                  | -                  |             | -           | -           | 24     | 0      |        |
| Totale Colón       | Totale Colón       | Totale Colón       | 37         | 1          |                 | 2               | 0               |                    | -                  | -                  |             | -           | -           | 39     | 1      |        |
| 2017-2018          | Huracán            | PD                 | 7          | 0          | CA              | 0               | 0               |                    | -                  | -                  |             | -           | -           | 7      | 0      |        |
| Totale carriera    | Totale carriera    | Totale carriera    | 136        | 16         |                 | 5               | 0               |                    | 0                  | 0                  |             | -           | -           | 141    | 16     |        |